# ساندور كونيا
ساندور كونيا (بالمجرية: Kónya Sándor)‏ هو ملحن ومغني ومغني أوبرا وأستاذ جامعي مجري، ولد في 23 سبتمبر 1923 في Sarkad, Hungary ‏ في المجر، وتوفي في 20 مايو 2002 في إبيثا في إسبانيا.

## وصلات خارجية
- شاندور كونيا على موقع IMDb (الإنجليزية)
- شاندور كونيا على موقع مونزينجر (الألمانية)
- شاندور كونيا على موقع ميوزك برينز (الإنجليزية)
- شاندور كونيا على موقع أول ميوزيك (الإنجليزية)
- شاندور كونيا على موقع ديسكوغز (الإنجليزية)